# Bogdan Lis

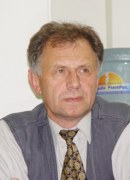
Bogdan Lis

Bogdan Jerzy Lis (* 10. November 1952 in Danzig) ist ein polnischer Politiker, 1989–1991 Senator in der I. Wahlperiode und 2007–2011 Abgeordneter des Sejm in der VI. Wahlperiode.

## Lebenslauf
Im Jahr 1969 beendete er die berufsbegleitende Schule für Mechaniker. In den Jahren 1970 bis 1971 arbeitete er als Mechaniker in der Verwaltung des Danziger Hafens. Er nahm an den Dezemberunruhen 1970 teil und saß von 1971 bis 1972 im Gefängnis. Nach 1972 arbeitete er in den Betrieben für Elektrische Anlagen und Automatik für Marineschiffe „Elmor“ als Einsteller für Werkzeugmaschinen. Von 1975 bis 1981 gehörte er der Polska Zjednoczona Partia Robotnicza (Polnische Vereinigte Arbeiterpartei – PZPR) an und war im Związek Młodzieży Socjalistycznej (Sozialistischer Jugendbund) und in der Gewerkschaft tätig.
Nach 1978 arbeitete er mit dem Gründungskomitee der Wolne Związki Zawodowe Wybrzeża (Freie Gewerkschaften der Küstenregion). 1980 organisierte er für das Überbetriebliche Streikkomitee der oppositionellen Gewerkschaft Solidarność einen Streik im Betrieb Elmor, danach war er stellvertretender Vorsitzender der Gewerkschaftsleitung in der Region Danzig und Mitglied der Landesweiten Kommission für Verständigung mit der Regierung und nahm an zahlreichen Verhandlungen mit Vertretern der Regierung teil.
Bei der Verhängung des Kriegsrechts am 13. Dezember 1981 entging er der Internierung, ging in den Untergrund und organisierte die Untergrundstrukturen der Solidarność in der Region Danzig. Im April 1982 war er Mitorganisator der landesweiten Provisorischen Koordinierungskommission für die Untergrund-Solidarność und war für die Koordination der Zusammenarbeit mit dem Ausland zuständig. Er wurde im Juni 1984 wegen des Vorwurfs des Landesverrats verhaftet und nach einem halben Jahr aufgrund einer Amnestie entlassen. Im Februar 1985 wurde er erneut verhaftet, zu zweieinhalb Jahren Freiheitsstrafe verurteilt und im September 1986 erneut aufgrund einer Amnestie entlassen. 1986 wurde er Mitglied des Provisorischen Rates der Solidarność und ein Jahr später kam er in die Landesexekutivkommission der mittlerweile nicht mehr im Untergrund tätigen Gewerkschaft.
Nach 1988 war Mitglied des Bürgerkomitees Solidarność und nahm an den Gesprächen des Runden Tischs teil. In den Jahren 1989 bis 1991 saß er im Senat der I. Wahlperiode. Auf dem zweiten Landesparteitag der Solidarność 1990 wurde er in das Präsidium der Landeskommission gewählt und war verantwortlich für die Kontakte mit dem Ausland. Nach 1991 nahm er auf Landesebene nicht mehr am öffentlichen Leben teil und war in der Wirtschaft tätig.
Seit 1997 gehörte er der Unia Wolności (Freiheitsunion – UW) an. In den Jahren 1998 bis 2002 saß er im Sejmik der Woiwodschaft Pommern. Im Juni 2003 wurde er Mitglied des Vorstandes der UW, danach der Partei Partia Demokratyczna – demokraci.pl (Demokratische Partei – PD). In den Parlamentswahlen 2001 und 2005 kandidierte er erfolglos für den Sejm.
Am 31. August 2006 wurde er durch Präsident Lech Kaczyński mit dem Großkreuz des Orden Polonia Restituta ausgezeichnet.
Bei den Parlamentswahlen 2007 wurde er für den Wahlkreis Danzig mit 12.468 Stimmen über die Liste der Lewica i Demokraci (Linke und Demokraten – LiD) in den Sejm gewählt. Er war Mitglied der Sejm-Kommission für Kultur und Medien, bis Oktober 2008 war er stellvertretender Vorsitzender der Kommission für Erziehung, Wissenschaft und Jugend.
Am 9. April 2008 war er Mitbegründer der Demokratischen Fraktion.
Bei den Parlamentswahlen 2011 erzielte seine Kandidatur für einen Sitz im Senat keinen Erfolg.